# 天妃宮
天妃宮（てんひきゅう）は、中華人民共和国江蘇省南京市鼓楼区獅子山に位置する媽祖を祭祀する廟所。

## 歴史
天妃宮は明の永楽5年（1407年）に建立された。正徳12年（1517年）は天妃宮を重修した。
1937年に大日本帝国陸軍が南京市を占領し、天妃宮は全部建物が壊され、天妃宮碑だけが残された。
鄭和下西洋600周年を記念して、2004年7月、南京市人民政府は天妃宮の再建を始めた。2005年5月3日、天妃宮が落成し、5月4日に公開された。

## 建築物
正門、大殿、観音殿、碑亭、東配殿、西配殿